# Stanko Todorow
Stanko Todorow Georgijew (bułg. Станко Тодоров, ur. 10 grudnia 1920 w Klenowiku koło Pernika, zm. 17 grudnia 1996 w Sofii) – bułgarski działacz komunistyczny i polityk, od początku lat 40. XX wieku członek Bułgarskiej Partii Komunistycznej, od 1954 roku przez niemal czterdzieści lat deputowany do Zgromadzenia Narodowego. Jego kariera polityczna rozpoczęta w wieku szesnastu lat w Komsomole im. Georgi Dimitrowa wiodła przez stanowiska ministra rolnictwa (1952–1957), członka Biura Politycznego KC BPK (od 1961), aż do funkcji premiera-sukcesora Todora Żiwkowa (1971–1981) oraz przewodniczącego Zgromadzenia Narodowego (1981–1990). Pod koniec lat 80. stanął na czele grupy tzw. reformatorów, którzy odsunęli Żiwkowa od władzy w partii i, zdając sobie sprawę z nieuchronności zmian, zaakceptowali pokojowe przejście do systemu demokracji parlamentarnej.

## Młodość i początki kariery w BPK
W wieku szesnastu lat przerwał naukę, wstąpił do Komsomołu im. Georgi Dimitrowa i aktywnie zaangażował się w jego działalność. W 1943 roku zapisał się do – ciągle istniejącej nielegalnie – Bułgarskiej Partii Komunistycznej, a rok później uczestniczył w zorganizowanym przez nią zamachu stanu, w którego wyniku komuniści na blisko pięćdziesiąt lat przejęli władzę w Bułgarii.
Niedługo potem został zauważony przez władze KC Komsomołu w Sofii. W 1950 roku trafił do Komitetu Regionalnego BPK.

## Kariera rządowa
We wrześniu 1952 roku, w wieku zaledwie trzydziestu dwu lat, został ministrem rolnictwa w rządzie Wyłko Czerwenkowa. Pełnił tę funkcję przez pięć kolejnych lat, także w gabinecie kierowanym przez Antona Jugowa. Po rozliczeniach wewnątrzpartyjnych 1956 roku, w wyniku których z BPK wyrzuceni zostali m.in. odpowiedzialni za masowe represje z czasów stalinizmu Czerwenkow i Jugow, młodzi, mniej znani działacze, tacy jak Todorow, zajęli bardziej eksponowane miejsca w hierarchii partyjnej i stali się twarzami dla „nowego otwarcia”.
Od 1954 roku (do 1990) Todorow przez osiem kadencji był deputowanym do Zgromadzenia Narodowego. Na przełomie lat 50. i 60. awansował do ścisłego kierownictwa partii – w 1961 roku został członkiem Biura Politycznego KC BPK, a rok później wiceprzewodniczącym Komitetu Stałego Rady Ministrów, odpowiedzialnym za ustalanie programu pracy rządu.
W lipcu 1971 roku I sekretarz BPK Todor Żiwkow zrezygnował z funkcji premiera i został pierwszym przewodniczącym Rady Państwowej Bułgarskiej Republiki Ludowej, której powołanie oznaczało – w praktyce – ustanowienie jednowładztwa w Bułgarii. Na nowego szefa rady ministrów desygnował Todorowa. Nowy premier, chociaż zaliczał się do dwu najważniejszych osób w państwie, w dużej mierze był wykonawcą poleceń przewodniczącego Żiwkowa. Todorow pełnił swoje obowiązki przez dziesięć lat i do dziś jest najdłużej urzędującym premierem Bułgarii.
Po odejściu z rządu przez dwie kadencje (czerwiec 1981-marzec 1986 i czerwiec 1986-kwiecień 1990) był przewodniczącym Zgromadzenia Narodowego.

## Wobec nadchodzących przemian systemowych
Pod koniec lat 80., na fali procesów demokratyzujących w innych państwach bloku wschodniego, w Bułgarii stopniowo rozpoczęto ujawnianie informacji o tragicznej sytuacji gospodarczej kraju oraz o zbrodniach okresu stalinowskiego i postalinowskiego, w których udział mieli przedstawiciele ówczesnej władzy. Duże poparcie społeczne dla ruchów opozycyjnych, które 7 grudnia 1989 roku zjednoczyły się w Związek Sił Demokratycznych, sprawiło, że niektórzy przedstawiciele obozu rządowego zaczęli zgłaszać potrzebę rozpoczęcia programu poważnych reform w państwie, głównie po to, aby nie dopuścić do utraty władzy. Wśród tzw. reformatorów znalazł się, oprócz młodszych członków BPK (takich jak minister spraw zagranicznych Petyr Mładenow, premier Georgi Atanasow i szef MON gen. Dobri Dobricz), także siedemdziesięcioletni Todorow. W dużej mierze dzięki jego wpływom na grudniowym posiedzeniu Biura Politycznego KC sprzeciwiający się reformom Żiwkow został odsunięty od władzy, a niedługo potem komuniści spotkali się z opozycją przy Okrągłym Stole.
Todorow wystartował w pierwszych półdemokratycznych wyborach parlamentarnych w Bułgarii (1990). Wywalczył mandat deputowanego, jednak wkrótce zrezygnował z zasiadania w Konstytuancie, tłumacząc się kłopotami zdrowotnymi. Jednym z zadań Wielkiego Zgromadzenia Narodowego był wybór nowego prezydenta; wobec dużej różnicy zdań i przedłużających się dyskusji jako tymczasowego prezydenta parlamentarzyści zaakceptowali kandydaturę właśnie Todorowa, który pełnił tę funkcję przez niecałe dwa tygodnie.
Był jednym z inicjatorów przekształcenia BPK w Bułgarską Partię Socjalistyczną. W latach 1990–1994 zasiadał w jej prezydium.
Po upadku komunizmu pojawiły się wobec niego oskarżenia o korupcję i malwersacje finansowe z czasu, kiedy był premierem. Jednak w 1996 roku, krótko przed jego śmiercią, Bułgarski Sąd Najwyższy oddalił wobec niego wszystkie zarzuty.